# Prix Jean-Vigo

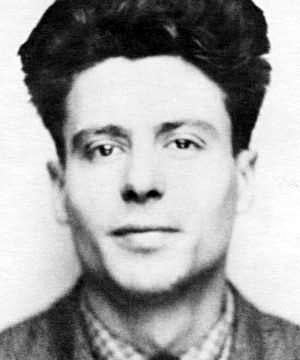
Le réalisateur Jean Vigo dans les années 1930.

Le prix Jean-Vigo est une récompense cinématographique française décernée depuis 1951.

## Présentation
Le prix tire son nom du réalisateur français Jean Vigo, mort en 1934 à l'âge de vingt-neuf ans.
Le prix Jean-Vigo semble avoir été imaginé par Armand-Jean Cauliez, professeur, biographe et historien de cinéma, puis fondé en 1951 par Claude Aveline, exécuteur testamentaire de Jean Vigo, entouré de quelques proches du cinéaste, dont sa fille Luce alors âgée de vingt ans. Sous l'impulsion notamment d'Agnès Varda, en 1990, est créée l'association Prix Jean-Vigo. 
Depuis 1960, deux prix Jean-Vigo sont décernés chaque année au Centre Pompidou : l'un à l'auteur ou aux auteurs d'un long métrage, l'autre pour un court métrage. C’est l’auteur-réalisateur qui est lauréat du prix, et non son film.
Le jury est composé de membres de l’association et d’invités cooptés, chaque année, à l’unanimité lors de l’assemblée générale annuelle.
Les films en « compétition » doivent être de production française ou de coproduction majoritaire française, et avoir été achevés, au plus tôt, après la date de remise des prix Jean-Vigo de l’année précédente.
Les prix Jean-Vigo distinguent l’indépendance d’esprit, la qualité et l'originalité des cinéastes. Plutôt que saluer l’excellence d’un film, le jury tient à remarquer un auteur d'avenir, à découvrir à travers lui une passion et un don. Le « Vigo » n'est pas un prix de consécration mais un prix d'encouragement, de confiance.

## Lauréats

### Jusqu'en 1959
- 1951 : La montagne est verte de Jean Lehérissey (court métrage)
- 1952 : La Grande Vie d’Henri Schneider
- 1953 : Crin-Blanc d’Albert Lamorisse (court métrage)
- 1954 : Les statues meurent aussi d’Alain Resnais (court métrage)
- 1955 : Émile Zola de Jean Vidal (court métrage)
- 1956 : Nuit et Brouillard d’Alain Resnais (court métrage)
- 1957 : Léon la lune d’Alain Jessua (court métrage)
- 1958 : Les Femmes de Stermetz de Louis Grospierre (court métrage)
- 1959 : Le Beau Serge de Claude Chabrol

### À partir de 1960

#### Longs métrages
- 1960 : À bout de souffle de Jean-Luc Godard
- 1961 : La Peau et les Os de Jean-Paul Sassy
- 1962 : La Guerre des boutons d'Yves Robert
- 1963 : Mourir à Madrid de Frédéric Rossif
- 1964 : La Belle Vie de Robert Enrico
- 1965 : non décerné
- 1966 : La Noire de... d'Ousmane Sembène
- 1967 : Qui êtes-vous, Polly Maggoo ? de William Klein
- 1968 : O Salto de Christian de Chalonge
- 1969 : L'Enfance nue de Maurice Pialat
- 1970 : Hoa-Binh de Raoul Coutard
- 1971 : Remparts d'argile de Jean-Louis Bertuccelli
- 1972 : Continental Circus de Jérôme Laperrousaz
- 1973 : Absences répétées de Guy Gilles
- 1974 : Un homme qui dort de Bernard Queysanne
- 1975 : Histoire de Paul de René Féret
- 1976 : L'Affiche rouge de Frank Cassenti
- 1977 : Paradiso de Christian Bricout
- 1978 : Bako, l'autre rive de Jacques Champreux
- 1979 : Certaines nouvelles de Jacques Davila
- 1980 : Ma blonde, entends-tu dans la ville ? de René Gilson
- 1981 : Le Jardinier de Jean-Pierre Sentier
- 1982 : L'Enfant secret de Philippe Garrel
- 1983 : Vive la sociale ! de Gérard Mordillat
- 1985 : Le Thé au harem d'Archimède de Mehdi Charef
- 1986 : Maine Océan de Jacques Rozier
- 1987 : Buisson ardent de Laurent Perrin
- 1988 : La Comédie du travail de Luc Moullet
- 1989 : Chine, ma douleur de Dai Sijie
- 1990 : Mona et moi de Patrick Grandperret
- 1991 : Le Brasier d'Éric Barbier
- 1992 : Paris s'éveille d'Olivier Assayas
- 1993 : Les histoires d'amour finissent mal... en général d'Anne Fontaine
- 1994 : Trop de bonheur de Cédric Kahn
- 1995 : N'oublie pas que tu vas mourir de Xavier Beauvois
- 1996 : Encore de Pascal Bonitzer
- 1997 : La Vie de Jésus de Bruno Dumont
- 1998 : Dis-moi que je rêve de Claude Mouriéras
- 1999 : La vie ne me fait pas peur de Noémie Lvovsky
- 2000 : Saint-Cyr de Patricia Mazuy, ex æquo avec De l'histoire ancienne, d'Orso Miret
- 2001 : Candidature d'Emmanuel Bourdieu, ex æquo avec Ce vieux rêve qui bouge, d'Alain Guiraudie
- 2002 : Royal Bonbon de Charles Najman
- 2003 : Toutes ces belles promesses de Jean Paul Civeyrac
- 2004 : Quand je serai star de Patrick Mimouni
- 2005 : Les Yeux clairs de Jérôme Bonnell
- 2006 : Le Dernier des fous de Laurent Achard
- 2007 : La France de Serge Bozon
- 2008 : Nulle part, terre promise d'Emmanuel Finkiel
- 2009 : L'Arbre et la Forêt d'Olivier Ducastel et Jacques Martineau
- 2010 : Un poison violent de Katell Quillévéré
- 2011 : Les Chants de Mandrin de Rabah Ameur-Zaïmeche
- 2012 : L'Âge atomique d'Héléna Klotz
- 2013 : L'Enclos du temps de Jean-Charles Fitoussi
- 2014 : Mange tes morts : Tu ne diras point de Jean-Charles Hue
- 2015 : La Peur de Damien Odoul
- 2016 : La Mort de Louis XIV d'Albert Serra
- 2017 : Barbara de Mathieu Amalric
- 2018 : Shéhérazade de Jean-Bernard Marlin et Un couteau dans le cœur de Yann Gonzalez
- 2019 : Vif-Argent de Stéphane Batut
- 2020 : Énorme de Sophie Letourneur
- 2021 : Petite Solange d'Axelle Ropert
- 2022 : Saint Omer d'Alice Diop
- 2023 : La Rivière de Dominique Marchais
- 2024 : Vingt Dieux de Louise Courvoisier
- 2025 : L'Engloutie de Louise Hémon

#### Courts métrages
- 1960 : ...Enfants des courants d'air d'Édouard Luntz
- 1961 : non décerné
- 1962 : 10 juin 1944 de Maurice Cohen
- 1963 : La Jetée de Chris Marker
- 1964 : La Saint-Firmin de Robert Destanque
- 1965 : Fait à Coaraze de Gérard Belkin
- 1966 : non décerné
- 1967 : non décerné
- 1968 : Désirée de Fernand Moszkowicz
- 1969 : Le Deuxième Ciel de Louis Roger
- 1970 : La Passion selon Florimond de Laurent Gomes
- 1971 : Les Derniers Hivers de Jean-Charles Tacchella
- 1972 : non décerné
- 1973 : Le Soldat et les Trois Sœurs de Pascal Aubier
- 1974 : Septembre chilien de Bruno Muel et Théo Robichet
- 1975 : La Corrida de Christian Broutin
- 1976 : Caméra de Christian Paureilhe
- 1977 : non décerné
- 1978 : non décerné
- 1979 : Nuit féline de Gérard Marx
- 1980 : non décerné
- 1981 : non décerné
- 1982 : Lourdes, l'hiver de Marie-Claude Treilhou
- 1983 : La Fonte de Barlaeus de Pierre-Henri Salfati
- 1985 : Éponine ou le fer à repasser de Michel Chion
- 1986 : Poussière d'étoiles d'Agnès Merlet
- 1987 : Pondichéry, juste avant l'oubli de Joël Farges
- 1988 : Elle et lui de François Margolin
- 1989 : Le Porte-plume de Marie-Christine Perrodin
- 1990 : Elli Fat Mat de Michel Such
- 1991 : La Vie des morts d'Arnaud Desplechin
- 1992 : Des filles et des chiens de Sophie Fillières
- 1993 : Faits et Gestes d'Emmanuel Descombes
- 1994 : 75 centilitres de prière de Jacques Maillot
- 1995 : Tous à la manif de Laurent Cantet
- 1996 : non décerné
- 1997 : Soyons amis ! de Thomas Bardinet
- 1998 : Les Corps ouverts de Sébastien Lifshitz
- 1999 : Le Bleu du ciel de Christian Dor
- 2000 : Les Filles de mon pays d'Yves Caumon
- 2001 : Ce vieux rêve qui bouge d'Alain Guiraudie
- 2002 : L'Arpenteur de Michel Klein et Sarah Petit
- 2003 : La Coupure de Nathalie Loubeyre
- 2004 : La nuit sera longue d'Olivier Torres
- 2005 : La Peau trouée de Julien Samani
- 2006 : De sortie de Thomas Salvador
- 2007 : Silêncio de F. J. Ossang
- 2008 : Les Paradis perdus de Hélier Cisterne
- 2009 : Montparnasse de Mikhael Hers
- 2010 : La République de Nicolas Pariser
- 2011 : La Dame au chien de Damien Manivel
- 2012 : La Règle de trois de Louis Garrel et La Vie parisienne de Vincent Dietschy
- 2013 : Le Quepa sur la vilni ! de Yann Le Quellec
- 2014 : Inupiluk de Sébastien Betbeder
- 2015 : Le Dernier des Céfrans de Pierre-Emmanuel Urcun
- 2016 : Le Gouffre de Vincent Le Port
- 2017 : Le Film de l'été d'Emmanuel Marre
- 2018 : L'Amie du dimanche de Guillaume Brac
- 2019 : Braquer Poitiers de Claude Schmitz
- 2020 : Un adieu de Mathilde Profit
- 2021 : Le Roi David de Lila Pinell
- 2022 : Kindertotenlieder de Virgil Vernier
- 2023 : J’ai vu le visage du diable de Julia Kowalski
- 2024 : Car Wash de Laïs Decaster
- 2025 : Bel companho de David Ingels